# Fontaneschule (Berlin)
Die Fontaneschule war ein Lyzeum für Mädchen in Friedenau bei Berlin. Die Lehranstalt hatte kein eigenes Gebäude und schloss Anfang der 1940er Jahre.

## Geschichte
Die Schule wurde am 1. April 1907 als 2. Höhere Mädchenschule im Friedenauer Ortsteil der Stadt Schöneberg gegründet. Sie war zunächst im selben Gebäude wie die 8. Gemeindeschule und das Helmholtz-Realgymnasium an der Rubensstraße 63 untergebracht. Zur Gründung hatte die Schule die Klassen X bis VII. Als das Helmholtz-Realgymnasium 1909 in ein neues Gebäude ziehen konnte, teilte sich das Lyzeum nur mit einer weiteren Schule das Gebäude. Es herrschte durchgehend Platzmangel und der Unterricht fand alternierend oder im Keller statt und endete erst um vier Uhr nachmittags.
Aufgrund der Bestimmungen über die Neuordnung des höheren Mädchenschulwesens in Preussen vom 18. August 1908 wurde die Schule umgestaltet und zum 12. Dezember 1908 als „moderne“ 10-klassige Mädchenschule geschaffen, gleichwertig mit den Knabenschulen, und dem königlichen Provinzialschulkolleg unterstellt. Im Jahr 1910 bekam die Schule den Namen Fontaneschule nach dem deutschen Schriftsteller Theodor Fontane. Ostern 1914 erhielten 24 Schülerinnen der ersten Klasse erstmalig die Obersekundarreife. Trotz Bestrebungen der Verwaltung und der Lehrer konnte die Schule keine gymnasiale Oberstufe ausbauen.
Im Jahr 1922 ist die Fontane-Schule als II. Städtisches Lyzeum im Volksschulgebäude im Adressbuch erfasst.
Das Reichs-Grundschulgesetz forderte den Abbau der Volksschulklassen, wodurch acht Züge der Doppelklassen X bis VII innerhalb von vier Jahren wegfielen. Zudem verließen viele Schülerinnen die Schule, weil sie eine Einrichtung mit gymnasialer Oberstufe besuchen wollten. Politik und Budgetschwierigkeiten führten dazu, dass die Schule auch zu ihrem 25. Jubiläum 1932 noch nicht über ein eigenes Gebäude verfügte. Offenbar wurde der Eingang für die Fontaneschule aber verlegt, denn 1940 heißt es: Fontanschule, Grazer Platz 1.
Die Schule unterhielt auch einen eigenen Ruder-Club.

## Schülerstatistik 1926–1939
| JAHR | evangelisch | katholisch | jüdisch | gottgläubig | bekenntnisfrei | Gesamt |
| ---- | ----------- | ---------- | ------- | ----------- | -------------- | ------ |
| 1926 | 339         | 22         | 7       |             | 6              | 374    |
| 1927 | 344         | 21         | 4       |             | 3              | 372    |
| 1931 | 345         | 17         | 4       |             | 6              | 372    |
| 1932 | 318         | 12         | 3       |             | 5              | 338    |
| 1933 | 285         | 06         | 6       | 1           | 4              | 302    |
| 1934 | 228         | 08         | 8       |             | 4              | 248    |
| 1935 | 195         | 07         | 7       |             | 4              | 213    |
| 1936 | 231         | 11         | 0       |             | 4              | 246    |
| 1937 | 194         | 15         | 0       | 0           | 2              | 211    |
| 1939 | 135         | 07         | 0       | 6           | 0              | 148    |

## Rektoren
- 1907–1917: Prof. Lutz Korodi (1867–1954), Lehrer und Politiker
- 1917–1920: Stadtrat Dr. Amandus Lauterbach[16]
- 1920–1922: Dr. phil Erich Chudzinski[17]
- 1922–1927: Professor Dr. Gustav Kase[1][18]
- 1928–1929: Bruno Brettschneider[19]
- 1930–1932: Studienrat Dr. Hans Dienel (stellvertretend)[20]
- 1933: Studienrat Dr. Friedrich Otto[21]
- 1934–1940: Studiendirektor Gustav Thiedke[22][4]